# Enczo Danaiłow
Enczo Kiriłow Danaiłow, znany pod pseudonimem Bate Enczo (bulg. Енчо Кирилов Данаилов) (ur. 20 października 1957 w Ruse) – bułgarski aktor, prezenter telewizyjny i pisarz.

## Życiorys
W 1984 roku ukończył Narodową Akademię Sztuki Teatralnej i Filmowej imienia Krystjo Sarafowa w Sofii na kierunku teatru lalek. W latach 1984–1991 w Płowdiwie pracował jako aktor w teatrze lalek, występował także w płowdiwskiej operze. Od 1990 do 2000 roku był wykładowcą na kierunku teatru lalek, ucząc pantominy i reżyserii animacji w Narodowej Akademii Sztuki Teatralnej i Filmowej Krystjo Sarafowa. W 2003 roku wydał książkę dla dzieci „Pejte i igrajte s Enczo”.
Danaiłow nie jest żonaty, lecz związany z Lili. Ma trójkę dzieci. Umie posługiwać się językiem japońskim, promuje japońskie gry i śpiewa japońskie piosenki.
Jest prowadzącym programu „Koj e po po naj”.